# Venden
De Venden waren een kleine stam, die in de 12e tot 16e eeuw in het gebied rond de stad Cēsis, vroeger in het Duits Wenden genaamd, in de huidige noord-centraal Letse regio Vidzeme leefde. 
De oorsprong van de Venden en hun taal worden betwist. Sommigen verklaren de naam uit de oude Duitse benaming Wenden voor alle Slavische buurvolkeren, en beschouwen hen daarom als Slavisch. Anderen leggen een verband met de Veneti die aan de zuidoostkust van de Oostzee leefden, en welke een onbekende maar waarschijnlijk Indo-Europese taal spraken. Andere onderzoekers geloven dat ze een Oostzeefinse taal spraken en verwant waren aan de Lijven.
Voorafgaand aan hun aankomst in Vidzeme in de 12e eeuw worden de Venden verondersteld in Koerland nabij de monding van de Venta in de buurt van de huidige stad Ventspils geleefd te hebben.
De kroniek van Hendrik van Lijfland geeft de oudste overgeleverde vermelding van de Venden toen deze tijdens de Lijflandse kruistocht uit Koerland vluchtten, eerst naar de omgeving van Riga en later naar het gebied rond Wenden. 
In Vidzeme dreef de nabijheid van de talrijkere Finse en Baltische stammen de Venden ertoe zich met de Duitse kruisvaarders te verbinden. In 1206 werden zij door de Duitsers gekerstend. Deze bouwden vervolgens in 1207 een stenen kasteel nabij het oudere houten fort van de Venden. Het kasteel van Wenden werd later de residentie van de meester van de Lijflandse Orde.
De Lijflandse Rijmkroniek stelt dat toen in 1290 soldaten werden aangeworven om Riga te verdedigen, deze uit Wenden kwamen met een rode vlag doorkruist door een witte band, 'op de wijze van de Venden'. De vlag van Letland zou hiervan afgeleid zijn. 
De laatst bekende vermelding van de Venden als een aparte entiteit dateert uit de 16e eeuw.